# 电场屏蔽
電場屏蔽，是一种存在於由带电粒子构成的流体中的物理现象。在由带电粒子构成的流体中，比如等离子體、半导体、或金属中的自由电子群，由於其內裏各顆運動中的带电粒子带有電磁場，這些带电粒子會互相干扰，导致物質的總體电场衰减，並在大尺度上形成屏蔽效應。
在由带电粒子构成的流体中，每一对粒子之间都是通过库伦力而发生相互作用的：{\displaystyle F={\frac {q_{1}q_{2}}{4\pi \varepsilon _{0}|r|^{2}}}{\hat {r}}}
这种相互作用的引入使得从理论上处理这种流体变得困难。例如，对基态能量密度的初步量子力学计算将会得到无穷大，而这是不合理的。出现这个问题的原因是，尽管库伦力是随着距离做{\displaystyle {\frac {1}{r^{2}}}}衰减，在{\displaystyle r}处的粒子平均数密度是正比于{\displaystyle r^{2}}的，假定流体是各向同性的。作为其结果，在远处的任意一个点处电荷涨落都会有不可忽略的贡献。
实际上，这些长程效应将会部分的被流体粒子的电荷所压制，从而形成一个短程的屏蔽的库伦相互作用。
例如，考虑一个由电子组成的流体。每个电子都有电场，都会排斥其他的电子。作为其结果，该电子所处的区域其电子密度是小于一般情况的。 这个区域实际上可以被看做是一个正电荷屏蔽空穴来处理。从远处来看，这个屏蔽的空穴有一个抵消由其他电子产生电场的正电荷的效果。只有在短程的时候，也就是在空穴区域以内，电子的电场才可以被探测到。

## 外部連結
- Lecture notes from the University of Texas （页面存档备份，存于）